# 赫魯希夫 (科洛梅亞區)
赫魯希夫（烏克蘭語：Грушів），是烏克蘭西部伊萬諾-弗蘭科夫斯克州科洛梅亞區科洛梅亚市镇内的村落。面積7.82平方公里，2001年人口258，人口密度每平方公里32.99人。